# Eacles lombardi
Eacles lombardi är en fjärilsart som beskrevs av Eugène Louis Bouvier 1924. Eacles lombardi ingår i släktet Eacles och familjen påfågelsspinnare. Inga underarter finns listade i Catalogue of Life.